# I liga polska w piłce siatkowej mężczyzn (1969/1970)
I liga polska w piłce siatkowej mężczyzn 1969/1970 – 34. edycja rozgrywek o mistrzostwo Polski w piłce siatkowej mężczyzn.

## Drużyny uczestniczące
| | I liga 1969/1970 |   |      |
| --- | ---------------- | - | ---- |
| LEG | Legia Warszawa   | 1 | PEMK |
| NHU | Hutnik Nowa Huta | 2 |      |
| WAR | AZS-AWF Warszawa | 3 |      |
| OLS | AZS Olsztyn      | 4 |      |
| WRO | Gwardia Wrocław  | 5 |      |
| MIE | Stal Mielec      | 6 |      |
| KAT | GKS Katowice     | 8 |      |
| | Awans z II ligi  |   |      |
| RZE | Resovia          | 1 |      |
| Oznaczenia: - kolumna pierwsza – skróty nazw drużyn wpisane na mapie (jeśli ta została zamieszczona), - kolumna trzecia – miejsce zajęte przez daną drużynę w poprzednim sezonie. |                  |   |      |

## Klasyfikacja końcowa
| Miejsce | Drużyna          |
| ------- | ---------------- |
| 1.      | Legia Warszawa   |
| 2.      | AZS-AWF Warszawa |
| 3.      | Resovia          |
| 4.      | Hutnik Nowa Huta |
| 5.      | AZS Olsztyn      |
| 6.      | Stal Mielec      |
| 7.      | Gwardia Wrocław  |
| 8.      | GKS Katowice     |

     spadek do II ligi